# Karl Philipp Fohr

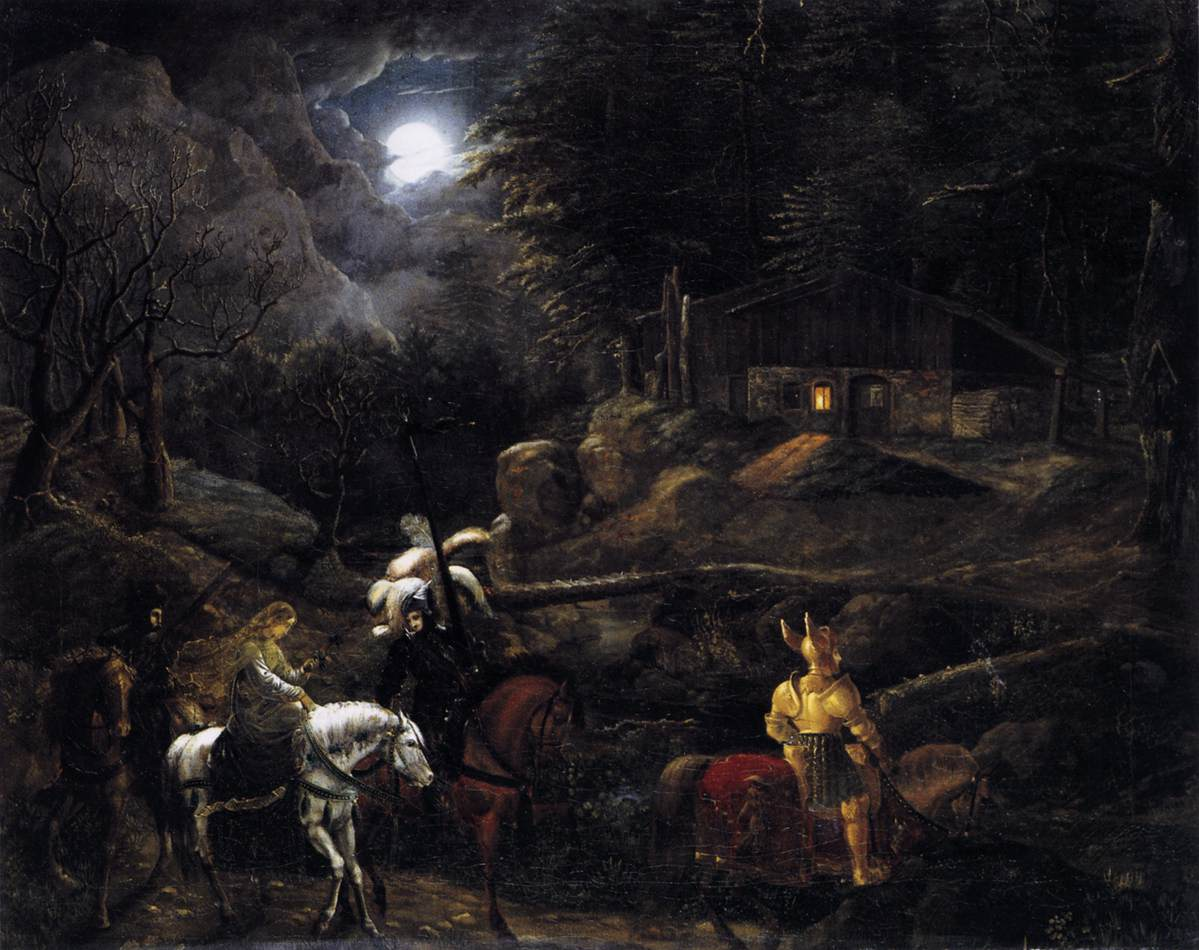
Caballeros ante una cabaña (1816), Alte Nationalgalerie, Berlín

Karl Philipp Fohr (Heidelberg, 26 de noviembre de 1795-Roma, 29 de junio de 1818) fue un pintor romántico alemán, principalmente paisajista. 

## Biografía
Fue discípulo de Friedrich Rottmann en Heidelberg y de Georg Wilhelm Issel en Darmstadt. Sus primeras influencias fueron el paisajismo y pintura de género del Barroco holandés. Entre 1811 y 1813 residió en Darmstadt, donde recibió algunos encargos de la corte. En esta época realizó dos cuadernos de dibujos (Álbum del Neckar, 1814; Álbum del Baden, 1815) donde transcribió imágenes de la historia y leyendas alemanas, especialmente del Medievo.
Entre 1815 y 1816 amplió sus estudios en Múnich y después emprendió un viaje por el Tirol hasta Verona, en Italia. A su regreso se adentró más en la pintura al óleo. En 1816 viajó a Roma, donde frecuentó a los Nazarenos y trabajó en el taller del pintor paisajista Joseph Anton Koch. De ese período son Las cascadas de Tivoli (1817) y Paisaje cercano a Rocca Canterano (1818), ambos en el Scholssmus de Darmstadt.
Se dedicó especialmente al paisaje, ya fuese en dibujo o pintura, con un estilo parecido al de Joseph Anton Koch. Generalmente aparecen en sus paisajes viejas ciudades, así como pequeñas figuras de ambientación histórica o anecdótica. Paisaje de los Montes Sabinos (1818, colección particular, Wolfsgarten) está considerada su obra maestra. Sus obras traslucen el idealismo romántico de la época, generalmente con argumentos tomados del folklore y la historia medieval alemana.
Fue también retratista, generalmente en dibujos a lápiz o tinta de meticuloso detallismo y una afinado trabajo anatómico.
Murió ahogado en el río Tíber a los veintitrés años. La mayoría de sus dibujos se encuentra en el Museo de Heidelberg y tiene también obra en Dresde, Frankfurt y Darmstadt.